# La Galissonnière (1931)
La Galissonnière byl francouzský lehký křižník stejnojmenné třídy. Původním nositelem jména lodi byl Roland-Michel Barrin de La Galissonière. Křižník byl operačně nasazen v první fázi druhé světové války, po porážce Francie však zůstal podřízen vládě Vichistické Francie a nečinně kotvil v Toulonu až do 27. listopadu 1942, kdy ho zde potopila vlastní osádka, aby nepadl do německých rukou. Italové loď vyzvedli a chtěli ji zařadit do svého námořnictva, nakonec ji v roce 1944 zničilo americké letectvo.